# Dienstonderscheiding voor Onderofficieren en Manschappen alsook het Gendarmenkorps
De Dienstonderscheiding voor Onderofficieren en Manschappen alsook het Gendarmenkorps (Duits: Dienstauszeichnung für Unteroffiziere und Mannschaften sowie Gendarmeriekorps) was een gemeenschappelijke onderscheiding van de drie Ernestijnse hertogdommen.
In 1913 kwam in de drie Ernestijnse hertogdommen een einde aan de eigen dienstonderscheidingen. De hertogen van Saksen-Altenburg, Saksen-Coburg en Gotha en Saksen-Meiningen stichtten als vervanging van de verschillende "Schnallen" een nieuwe onderscheiding in de vorm van een kruis dat sterk leek op de dienstonderscheiding van Pruisen. Voor onderofficieren en manschappen uit de drie hertogdommen was een nieuwe medaille voorzien. Hun onderdanen dienden in Pruisische regimenten en in de Kaiserliche Marine.
De Gemeenschappelijke Dienstonderscheiding voor Onderofficieren en Manschappen alsook het Gendarmenkorps werd tussen 1913 en 1918 in drie graden uitgereikt.
- De Gemeenschappelijke Dienstonderscheiding voor Onderofficieren en Manschappen Ie Klasse voor 15 Dienstjaren (een koperen kruis)
- De Gemeenschappelijke Dienstonderscheiding voor Onderofficieren en Manschappen IIe Klasse voor 12 Dienstjaren (een bronskleurig koperen medaille)
- De Gemeenschappelijke Dienstonderscheiding voor Onderofficieren en Manschappen IIIe Klasse voor 9 Dienstjaren (een medaille van argentaan)

Het kruis is een koperen kruis pattée met in het centrale medaillon het gekroonde wapen van Saksen. Men droeg de onderscheiding aan een groen lint op de linkerborst.